# Greatest Hits (album Glorii Estefan)
Greatest Hits – tytuł pierwszego, oficjalnego składankowego albumu Glorii Estefan z 1992 roku. Album zawiera największe singlowe przeboje artystki z okresu współpracy z grupą Miami Sound Machine, jak również solowe nagrania. Dodatkowo na płycie znalazły się cztery premierowe piosenki, z których każda wydana została na singlu w celu promocji krążka. Chociaż płyta "Greatest Hits" nie dotarła w Stanach Zjednoczonych do TOP 10 tamtejszej listy bestsellerów, zdołała zyskać status czterokrotnej platyny, utrzymując się przez ponad rok na liście przebojów. Krążek dotarł do miejsca trzeciego na angielskiej liście bestsellerów i zyskał tam status trzykrotnej platyny. Na całym świecie "Greatest Hits" sprzedano w blisko dziesięciu milionach egzemplarzy. Do dziś album "Greatest Hits" pozostaje najpopularniejszą kompilacją w dyskografii Glorii Estefan.

## Lista utworów
1. . Conga
2. . Words Get in the Way
3. . Can't Stay Away from You
4. . 1,2,3
5. . Rhythm Is Gonna Get You
6. . Anything for You
7. . Here We Are
8. . Get on Your Feet
9. . Don't Wanna Lose You
10. . Coming Out of the Dark
11. . Christmas Through Your Eyes
12. . I See Your Smile
13. . Go Away
14. . Always Tomorrow